# كيد نيكولز
كيد نيكولز (بالإنجليزية: Kid Nichols)‏ هو لاعب كرة قاعدة أمريكي، ولد في 14 سبتمبر 1869 في ماديسون في الولايات المتحدة، وتوفي في 11 أبريل 1953 في كانساس سيتي في الولايات المتحدة.

## وصلات خارجية
- كيد نيكولز على موقع دوري كرة القاعدة الرئيسي (الإنجليزية)
- كيد نيكولز على موقعبيزبول رفرنس.كوم (الدوري الرئيسي) (الإنجليزية)
- كيد نيكولز على موقعبيزبول رفرنس.كوم (الدوري الثانوي) (الإنجليزية)
- كيد نيكولز على موقع جمعية أبحاث البيسبول الأمريكية (الإنجليزية)
- كيد نيكولز على موقع مشجعي الرسوم البيانية (الإنجليزية)
- كيد نيكولز على موقع قاعة مشاهير كرة القاعدة (الإنجليزية)